# گمینا لوبژا (استان اوپوله)
گمینا لوبژا (استان اوپوله) (به لهستانی:  Gmina Lubrza) یک گمینا در لهستان است که در شهرستان پرودنگک واقع شده‌است. گمینا لوبژا ۸۳٫۱۵ کیلومتر مربع مساحت و ۴٬۴۷۲ نفر جمعیت دارد.